# 平井直子
平井 直子（ひらい なおこ、1966年5月8日 - ）は、テレビ岩手の社員。元アナウンサー。

## 略歴
- 東京都杉並区出身。桐朋学園大学音楽学部卒業後、1989年にテレビ岩手へ入社。報道局アナウンス部副部長を経て、2010年に販促事業部に異動。
- アナウンサー時代は報道からナレーション、生中継レポートまでこなしていた。販促事業部異動後もアナウンス業務の一部を継続する。
- 2013年に編成部に異動。いったんアナウンス業務から離れるがのちに復帰。
- 2023（令和5）年現在も、顔出し出演はしていないものの、ミニ番組やCMのナレーションなどでアナウンスを行っている。

## 出演番組
現在
- ここばな（水曜 - 金曜 18:54 - 19:00） - アナウンス部から転出した際に降板したが、ほどなくして復帰。

過去
- ズームイン!!朝!
- ニュースプラス1いわてSunday
- 5きげんテレビ　レポーター担当
- 地上アナログ放送終了告知画面　アナウンス担当（2008年7月24日 - ）